# Juan Carlos Onganía
Juan Carlos Onganía Carballo (phát âm tiếng Tây Ban Nha: [xwaŋ karlos oŋɡani.a], 17 tháng 3 năm 1914 - 8 tháng 6 năm 1995) là Tổng thống Argentina thực tế từ ngày 29 tháng 6 năm 1966 đến ngày 8 tháng 6 năm 1970. Ông lên nắm quyền làm nhà độc tài quân đội sau khi lật đổ Tổng thống Arturo Illia trong một cuộc đảo chính tên là Revolución Argentina (Cách mạng Argentina). (Mặc dù Peronism - lực lượng chính trị chính tại Argentina vào thời điểm đó - đã bị cấm, UCR của Illia được coi là được bầu chính thức.)

## Các chính sách kinh tế và xã hội
Trong khi cuộc đảo chánh quân sự ở Argentina nhằm vào việc thiết lập các hòn đảo chuyển tiếp tạm thời, Revolución Argentina do Onganía đứng đầu nhằm mục đích thiết lập một trật tự chính trị và xã hội mới, phản đối cả chế độ dân chủ tự do và chủ nghĩa cộng sản, đưa cho Lực lượng Vũ trang Argentina một vị trí hàng đầu Vai trò trong hoạt động chính trị và kinh tế của đất nước. Nhà khoa học chính trị Guillermo O'Donnell đã đặt tên cho chế độ này là "chế độ độc tài - nhà nước quan liêu",  để tham khảo cả Revolución Argentina, chế độ quân sự Braxin (1964-1985), chế độ Augusto Pinochet (bắt đầu từ năm 1973) và Juan Chế độ María Bordaberry ở Uruguay.
Trong khi nắm giữ cương vị Tư lệnh Lục quân năm 1963, Onganía đã giúp đè bẹp Cuộc nổi dậy Hải quân Argentina năm 1963 bằng cách huy động lực lượng quân đội bắt giữ các căn cứ của Hải quân. Tuy nhiên, ông tỏ ra không quan tâm đến thẩm quyền dân sự khi ông từ chối không gọi quân đội của mình sau khi thỏa thuận ngừng bắn đã được Tổng thống José María Guido và nội các của ông chấp thuận, và chỉ thuyết phục làm theo lệnh sau cuộc gặp căng thẳng [2].
Là nhà độc tài quân đội, Onganía đã đình chỉ các đảng phái chính trị và ủng hộ chính sách Participacionismo (Chủ nghĩa tham gia, do hậu thuẫn của José Alonso và sau đó là Tổng Thư ký của CGT-Azopardo, Augusto Vandor), qua đó các đại diện của các nhóm lợi ích khác nhau như ngành, Lao động và nông nghiệp sẽ thành lập các ủy ban để cố vấn cho chính phủ. Tuy nhiên, các ủy ban này phần lớn được chỉ định bởi nhà độc tài. Onganía cũng đình chỉ quyền đình công (Luật 16.936) và ủng hộ một chính sách kinh tế xã hội của nhà kinh tế, được thi hành đặc biệt tại Cordoba bởi thống đốc Carlos Caballero.